# デジモンアクセル
デジモンアクセル（DIGIMON ACCEL）はバンダイが発売した電子ゲーム、デジタルモンスターシリーズの関連商品の一つである。

## システム
- 初代デジタルモンスターシリーズやデジモンペンデュラム系の商品とは異なり、グリップを握るという操作方法を取り入れているのが特徴である。
- 竜・獣・鳥・虫・暗黒・聖・水・機械の8つのDNA（DIGIMON NATURAL ABILITY）によって次の進化形態が決まる。
- 本体のマトリクス通電センサを人体や別売りの『デジモンデータプレート』と接続することでDNAやアイテムを入手することが出来る。

## 本体バリエーション
- ジャスティスゲノム（2005年3月下旬発売）

パッケージ&同梱のDDPは『バンチョーレオモン』。
- エビルゲノム（2005年3月下旬発売）

パッケージ&同梱のDDPは『ダークドラモン』。
- ネイチャーゲノム（2005年7月下旬発売）

四色同時発売。プログラム自体はすべて同一。
- アースオレンジ
パッケージ&同梱のDDPは『スピノモン』。
- フォレストグリーン
パッケージ&同梱のDDPは『メルクリモン』。
- スカイブルー
パッケージ&同梱のDDPは『ヴァロドゥルモン』。
- グランブルー
パッケージ&同梱のDDPは『ネプトゥーンモン』。

- アルティメットゲノム（2005年11月19日発売）

デジタルモンスター ゼヴォリューションの主人公・ドルモンが登場。
- ロイヤルレッド
パッケージ&同梱のDDPは『スレイプモン』。
- ヘルブルー
パッケージ&同梱のDDPは『ベルゼブモン』。